# Печать и революция
«Печать и революция» — советский литературно-критический журнал. Выходил в 1921—1930 годах при Госиздате. Официальный подзаголовок «журнал литературы, искусства, критики и библиографии». В 1921—1924 выходило 6 номеров в год, с 1925 в основном по 8 номеров.

## Главные редакторы
- 1921—1929 Вячеслав Полонский (до № 3)
- 1929 (№№ 4—9) Владимир Фриче
- 1929 (с № 10)—1930 Иван Беспалов

## Разделы
- «Отзывы о книгах» (за первые четыре года опубликовано 3000 отзывов)
- «Статьи и обзоры», включая
  - «Обозрение искусств и литературы»
  - «Материалы по истории литературы и общественности» (с 1929 «Литературный архив»)

## История
Оформление, шрифты, рисунок на титульном листе, заставки к разделам для первого номера были выполнены В. А. Фаворским.
Первоначально журналу были свойственны энциклопедизм и широта взглядов. В состав редколлегии (до 1929) входили А. В. Луначарский, Н. Л. Мещеряков, И. И. Скворцов-Степанов, М. Н. Покровский. В журнале разворачивались дискуссии, имевшие большой литературно-общественный резонанс: о формальном методе (1924, приняли участие А. В. Луначарский, Б. М. Эйхенбаум, П. Н. Сакулин, С. П. Бобров, П. С. Коган, В. П. Полонский, П. И. Лебедев-Полянский), о «социальном заказе» (1929, участие принимали Ф. Гладков, Л. Леонов, Б. Пильняк, И. Сельвинский, А. Караваева, К. Федин).
В 1929 журнал был реорганизован (раздел «Отзывы о книгах» был передан в журнал «Книга и революция»), Полонский отстранён, состав редколлегии и редакции обновлён. Ответственным редактором был назначен Фриче, а после его смерти Беспалов. В редколлегию вошли В. Ф. Переверзев, П. М. Керженцев, И. Маца, И. И. Литвинов, Р. Азарх. Очень скоро журнал фактически превратился в орган группы Переверзева Литфронт. После яростной схватки Литфронта с РАППом за гегемонию в марксистской критике, из которой РАПП вышел полным победителем, журнал был закрыт.
В 1970 году полный комплект журнала был перепечатан издательством «Kraus Reprint», специализирующимся на репринтах редких и труднодоступных периодических изданий.